# Esmeralda Moya
Esmeralda Moya (Torrejón de Ardoz, 31 d'agost de 1985) és una actriu de cinema i televisió espanyola. A més ha treballat com a model i ha posat en diverses portades internacionals; pertany a l'agencia Delphoss. Va treballar per primer cop a la pantalla gran amb la pel·lícula Mentiras y Gordas d'Alfonso Albacete i David Menkes.
Actualment es pot veure el seu paper a la sèrie Los Protegidos, on interpreta a Clàudia, la filla dels veïns de la família Castillo Rey. El seu personatge intentarà per tots els mitjans seduir a Culebra, i apareix com la gran competència de Sandra.

## Obres seleccionades

### Televisió
| Any       | Sèrie                                          | Paper                | Notes                           |
| --------- | ---------------------------------------------- | -------------------- | ------------------------------- |
| 2007      | Circulo rojo                                   | Lucía Villalobos     | Personatge principal            |
| 2007–2008 | Desaparecida                                   | Blanca Sierra        | Personatge secundari            |
| 2008      | El castigo                                     | Eva                  | Personatge principal (telefilm) |
| 2009      | En 90-60-90, diario secreto de una adolescente | Melania Mel Álvarez. | Personatge principal            |
| 2009      | UCO                                            | Blanca Sierra        | Personatge secundari            |
| 2009-2010 | Hay alguien ahí                                | Amanda Ríos          | Personatge secundari            |
| 2010      | Los protegidos                                 | Claudia Ruano        | Personatge secundari            |
| 2011      | Clara, no es nombre de mujer                   | Ana                  | Postproducció                   |
| 2011      | La baronesa Thyssen                            | Tita Cervera         | Personatge principal (telefilm) |
| 2011      | Homicidios                                     | Helena Cuevas        | Paper recurrent                 |

### Cinema
| Any  | Pel·lícula        | Paper  | Notes           |
| ---- | ----------------- | ------ | --------------- |
| 2008 | Mentiras y Gordas | Nuria  | Paper secundari |
| 2015 | Química i prou    | Susana | Paper secundari |